# Candia Lomellina
Candia Lomellina – miejscowość i gmina we Włoszech, w regionie Lombardia, w prowincji Pawia.
Według danych na rok 2004 gminę zamieszkiwało 1646 osób, 61 os./km².